# Kaple svatého Govana
Kaple svatého Govana je kaple, která se nachází v St. Govan's Head, Pembrokeshire na jihozápadu Walesu.
Je zabudována do stěny vápencového útesu, stavba měří 6,1 m × 3,7 m, má venkovní stěny postavené z vápence a skládá se z jedné místnosti. Většina kaple byla postavena ve třináctém století, ačkoli některé její části se datují už do šestého století, kdy Saint Govan, mnich, se přestěhoval do jeskyně, kde se nachází kaple. Jedna legenda naznačuje, že Saint Govan je pohřben pod oltářem kaple, která se nachází v východním konci budovy.
Podél severní a jižní stěny jsou umístěny nízké kamenné lavice, a na západní straně se nachází nyní prázdný výklenek pro zvon. Břidlicová střecha je pravděpodobně z pozdější doby. Budova je přístupná z vrcholu útesu pomocí 52 schodů. Pověst říká, že člověk napočítá jiný počet schodů dolů než nahoru.